# Marta Tchai
Marta Tchai es el nombre artístico de Marta Bigeriego Hinojosa, creadora española: compositora, cantante, bailarina, actriz y realizadora de origen extremeño y nacida en Madrid. Ha publicado 6 discos de larga duración, entre ellos El eclipse (2021), y varios cortos.  

## Formación
Formada en ballet clásico con María de Ávila en Zaragoza, y Carmen Roche y Víctor Ullate, en Madrid, formó parte del Ballet de Turín pero una lesión de tobillo cambió su destino profesional. Durante la convalecencia reflexionó sobre su capacidad creativa, que se había quedado marginada al volcar todas sus energías en la formación como bailarina. 
Se formó como actriz en el Centro de Interpretación Corazza, para la actuación, entre otros, y comenzó su labor interpretativa en pequeñas obras de café-teatro. Fue en esta época cuando, en una de las obras de teatro a representar, Gatas en celo, interpretó en vivo sus primeras canciones. Apoyándose con clases en la Escuela de Música creativa, donde recibió el impulso inicial, comenzó su andadura como música autodidacta. El nombre  artístico de Marta Tchai deriva de su admiración como bailarina por Tchaikovsky.

## Desarrollo artístico

### Danza
Como bailarina formó parte de la compañía “Joven ballet de Carmen Roche” dirigida por Ángel Rodríguez (2002) y en 2003 firmó contrato con el Ballet de Turín, actuando en numerosos espectáculos, entre ellos 'Troya siglo XXI' en el Festival de Teatro Clásico de Mérida (2002). En 1999 gana el segundo premio en el Festival de Ballet Clásico de Zaragoza, celebrado en el Teatro principal de dicha ciudad, interpretando el solo de "Kitri" de Don Quijote. 

### Compositora y cantante
Sus primeras composiciones se desarrollaron a partir de sus viejos poemas, de ahí nacieron canciones pop con un marcado carácter intimista, y compuestas en su mayoría desde un ritmo de 3x4.
"Llegué un poco tarde a la música porque fui bailarina de ballet clásico hasta los 25. Agarré la guitarra de un modo muy casual hasta que me di cuenta de que podía hacer canciones con los textos que tenía, porque escribía poemas desde pequeñita. Supe que me iba a dedicar a ello aunque ni mi padre ni mi mejor amiga me apoyaron y ahora tengo ya 5 discos, no he parado de hacer canciones. Aunque al principio no sabía ni tocar ni cantar, siempre he confiado en mis canciones, no tanto en mi voz". Marta Tchai.
En Alaluz, su primer disco (2010), cuenta con las guitarras de Juan Gumuzio, músico bilbaíno que la acompañó en sus primeros conciertos. El disco fue producido por Santiago Fernández y mezclado por José María Rosillo. Desde el principio se rodeó de artistas y profesionales a los que admiraba. Para En Azul, su segundo disco, contó con los guitarristas Pablo Novoa y David Gwynn (Quique González, Christina Rosenvinge), el pianista Sergio Salvi (Delaporte, Cosmosoul) la violinista Iria Apresto (The Chinese Birdwatchers), Carlos Mirat a la batería (Obús, Lucky Dados, Edu Baos) y José María Rosillo a la producción.
En 2013 publicó Movimientos Circulares, producido por Paco Loco, repitiendo con Edu Baos y Carlos Mirat, más Tarci Ávila (Presumido) a las guitarras. En 2016 publicó Los Amantes, también producido por Paco Loco, con un sonido más surf, con Juan Manuel Serrano a la guitarra, Edu Baos y Carlos Mirat al bajo y batería. Los Amantes se presentó en 2017 en Ciudad de México, en el mítico Foro del Tejedor.
En 2019 publicó su quinto LP, Atención Peligro, producido por Fernando Vacas (Russian Red, Prin Lalá) con Esteban Perles (Leda Tres, Bigott) a la batería, Edu Baos y Jota (Juan Manuel Serrano) de nuevo, al bajo y guitarra respectivamente. Cuenta con las colaboraciones de Poochie (Sweet Barrio), Sergio Salvi y Juan Zelada. Fue mezclado por Luca Petricca en Estudios Reno, y masterizado por Mario G.Alberni.
En 2019 también publicó la colección 4 Estaciones en un día, un conjunto de 4 EPs que fue sacando en cada estación, Vår, Sommar, Hôst y Vinter. De este último destaca la canción “Rendición” producida por Sergio Salvi; de Sommar,  destaca "Alas de gigante", con la voz de Rubén Pozo, y las colaboraciones del guitarrista flamenco, Pepe Carmona en "Pueblos sin mar" y del cantautor Alberto Ballesteros en el tema "Naúfratos". Fue grabado por Dany Richter, y mezclado por Karim Burkhalter en estudios Reno. Para el contrabajo llamó a Héctor Oliveira, y para las guitarras de nuevo a David Gwynn. Cuenta además con las colaboraciones de Marcus Wilson, Daniel Montiel e Iría Apresto. 

En plena pandemia presentó un nuevo trabajo, desarrollado creativamente durante el confinamiento, El eclipse.  Fue arreglado y producido por Raúl Pérez y Berlin Texas, grupo que Marta formó a finales de 2019 y que se disolvió en abril de 2021. Fue grabado en La Mina (Sevilla) y en cuatro de los temas cuenta con la batería de Mariana Mott. 
"Nunca «busco» con premeditación transmitir algo con ninguna letra. Me nacen y luego trato de pulirlas para que la canción suene mejor, casen con la melodía o transmitan el mensaje de la manera más bella posible, entendiendo también que para mí la crudeza forma parte de la belleza. Pero es cierto que ‘Los besos’ está llena de verbos violentos: denunciar, secuestrar, arrasar, clavar… y llena también de verbos dulces: abrigar, besar, bendecir, responder, perdonar… Los besos como antesala de algo más tienen mucho de toda esa mezcla de dulzura y violencia". Marta Tchai.
Ha participado en la banda sonora de varias películas, en Nuestros Amantes de Miguel Ángel Lamata, con el tema "Ceremonia", producido por Paco Loco y en Tensión sexual no resuelta, del mismo director, con el tema "Comida principal".

### Actuaciones
Como cantautora, actuó al principio de su carrera en salas de concierto de pequeño formato de Madrid, como Libertad 8, el Búho real, Sala Clamores, El Sol, Contraclub, Costello y sala Galileo, entre otros. Mucho antes de sacar su primer disco, Alaluz (2010) que presentó en Madrid, en una sala Sol llena, en 2005 es invitada a telonear a Vetusta Morla en el mítico café La Palma y en 2007 a El Lichis (La Cabra Mecánica) en la sala Clamores. 
En 2011 actúa en Londres, en la mítica sala The Troubadour. En 2017  lleva el disco “Los amantes” de gira por México, actuando en Guanajuato, Querétaro, San Miguel de Allende, Guadalajara y Ciudad de México abriendo a la cantante argentina Daniela Spalla, y con varios shows en Foro del Tejedor, el Hijo del Cuervo, y la UNAM. También en Ciudad de México fue invitada a cantar con el finlandés, Jaakko Eino Kalevi a duo su canción "Double Talk" en el Foro Indie Rocks.
En el verano de 2017 toca nuevas canciones a micrófono abierto en Nueva York y consigue en The Rockwood Music Hall y The Sidewalk Café, entre otros. En 2018 inauguró la IX Edición de "El séptimo en Cineteca” de Radio3, con Marcus Wilson y  Manuel Preto como guitarristas. Tras el confinamiento, presentó El Eclipse en la Sala Moby Dick de Madrid en septiembre de 2021, presentación que después se ha llevado en formato acústico por muchos puntos de España de la mano de FNAC.

### Interpretación

#### Teatro/Danza
- “Homenaje a un poeta: J. D. Valhondo” (Teatro López de Ayala, Badajoz, 2000)

- “Troya siglo XXI” (dirigida por Jorge Márquez, Festival de Teatro Clásico de Mérida, 2003) como bailarina del Ballet de Turín
- “Bocetos para la estructura de un corazón en 3D”(Cía. Tramonto. Texto y Dirección: Marta Tchai, 2004)
- “Uno nunca sabe” (dirigida por Gastón Blanco, 2005)
- “Gatas en celo” (Compañía “Admira Bikini”, dirigida por Alicia González Rey, 2006) como Victoria
- “La chica del puente” (Compañía “The Colorados”, 2011)
- “Electra” (dirigida por José Carlos Plaza, Festival de Teatro Clásico de Mérida, 2012)

#### Cine
- “Princesas” (largometraje de Fernando León de Aranoa, 2004)
- “La Roca y el Mar” (cortometraje dirigido por Salomé Jiménez, 2018): guionista, actriz, y productora
- “Hermanas” (cortometraje dirigido por Juanma Costavetsky, 2019): actriz y productora
- "Dirty Guacamole" (2022): directora, guionista, actriz, productora

#### Televisión
- “Hermanos y detectives” (producida por Cuatro Cabezas, 2008)

- “Diarios del miedo” (producida por Cuarto Milenio, 2009)

## Discografía

### Álbumes
- Alaluz (2010)
- En Azul (Audiomatic, 2012)
- Movimientos Circulares (Resistencia, 2013)
- Los Amantes (2016)
- Atención peligro (2018- CD y vinilo)
- El Eclipse (2021- CD y vinilo)

### Eps y sencillos
- Ceremonia (2016)
- 4 Estaciones en un día (4Eps- CD slim)  (2019-20)

### Bandas sonoras
- Tensión sexual no resuelta (Miguel Ángel Lamata, 2010 ). Tema: Ceremonia

- Nuestros amantes (Miguel Ángel Lamata, 2016 ). Tema: Comida principal